# Myrcia glabra
Myrcia glabra är en myrtenväxtart som först beskrevs av Otto Karl Berg, och fick sitt nu gällande namn av Carlos Maria Diego Enrique Legrand. Myrcia glabra ingår i släktet Myrcia och familjen myrtenväxter. Inga underarter finns listade i Catalogue of Life.